# Кіпія
Кіпія (також Кіпіа) — руїни укріпленого поселення X—XII століття, згодом — середньовічного замку XIII—XIV століття. Розташовані на горі Хаплу-Кая, 1 км на схід від села Щасливе (колишній Біюк-Узенбаш).

## Опис
Фортеця була розташована на невеликому скельному масиві розмірами 250 м (з південного заходу на північний схід) на 100 м (з північного заходу на південний схід). Гора обмежена урвищами майже з усіх боків, лише з південного заходу має прохід завширшки близько 30 м. Фортечні мури (з буту на вапняному розчині, завтовшки 1,4-1,5 м, що збереглися на висоту до 1,4 м) прикривали найближчі підступи до ісару, на самій скелі немає жодних оборонних споруд. У північно-східній частині укріплення виявлено руїни будівель, каплицю і кілька зруйнованих плитових могил. Частина будівель (зокрема ще одна церква і некрополь) містилася за стінами фортеці. Археологічні розкопки на городищі не проводилися і в науковій літературі не описані. Рішенням Кримського облвиконкому № 712 від 15 січня 1980 року руїни фортеці оголошено історичною пам'яткою регіонального значення.

## Історія вивчення

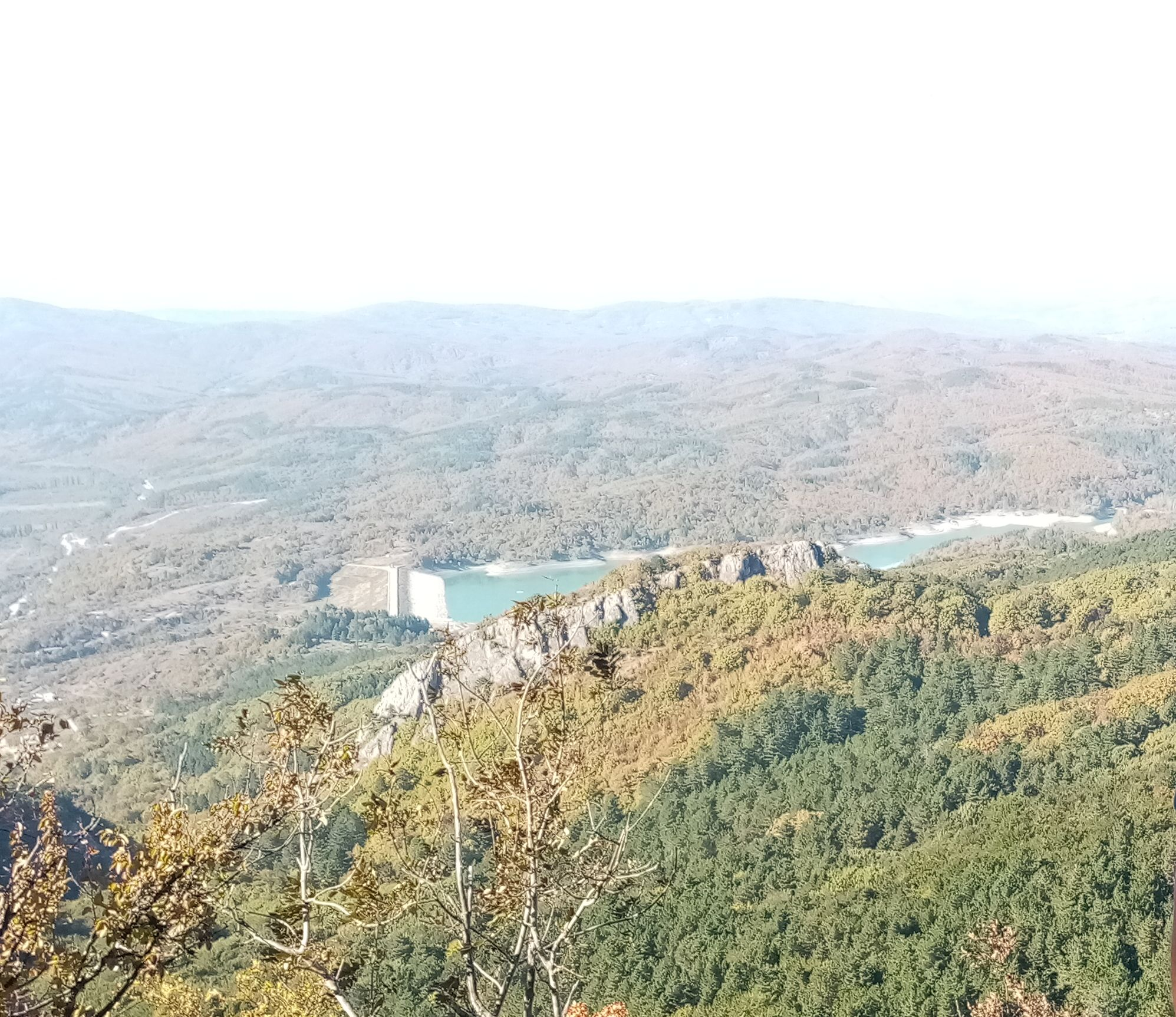
Гора Хаплу-Кая з руїнами Кіпії

Серед істориків єдиний опис замку зробив Петро Кеппен у праці 1837 року «Про давнину південного берега Криму та гір Таврійських»
|  | ...від села Бююк Езенбаша за 1 або 1,5 версти на схід... біля самого Бююк-Езена знаходиться велика скеля Кіпіа (Кіпіанан-Кая), на якій, як кажуть татари, було генуезьке укріплення. ...там донині видно залишки стін.. |

Існує версія, що Кіпія був найсхіднішим замком князівства Феодоро на північних схилах Головної гряди Кримських гір, і що власнику цього замку могла належати і маленька фортеця Кючюк-Озенбаш біля дороги, що йшла з села Буюк-Озенбаш до перевалу Лапата-Богаз, на якій, припускають, розташовувалася, що села Кючюк-Озенбаш, Буюк-Озенбаш належали власнику замку Кіпія.